# Jahra (gouvernement)
Jahra (Arabisch: الجهراء, Al Jahrā’) is in oppervlakte het grootste gouvernement (muhafazah) van Koeweit en beslaat ongeveer de helft van het land. Het grenst in het noorden en westen aan Irak, in het oosten aan de gouvernementen Asima en Farwaniya en in het zuiden aan Saoedi-Arabië
Het gouvernement omvat de gelijknamige hoofdstad en de satellietsteden Jaber-Al-Ahmed-stad (Arabisch: مدينة جابر الأحمد) en Saad-Al-Abdullah-stad (مدينة سعد العبد الله). De laatste twee zijn vernoemd naar emir Jaber III, emir van 31 december 1977 tot zijn overlijden op 15 januari 2006, en emir Saad Al-Abdullah, emir van 15 tot 24 januari 2006 en Emir-Vader van 24 januari 2006 tot zijn overlijden op 13 mei 2008. Jahra is sinds de jaren 80 van de 20e eeuw uitgegroeid van een woestijndorp tot een volwaardige stad met alle stedelijke faciliteiten. Van de voor Saad Al-Abdullah-stad geplande 11 wijken zijn er zeven inmiddels bewoond en bouwpercelen in een achtste wijk zijn toegewezen aan toekomstige bewoners.
Ahmadi · Al-Asimah · Farwaniya · Jahra · Hawalli · Mubarak Al-Kabier